# Barfüßertor (Augsburg)

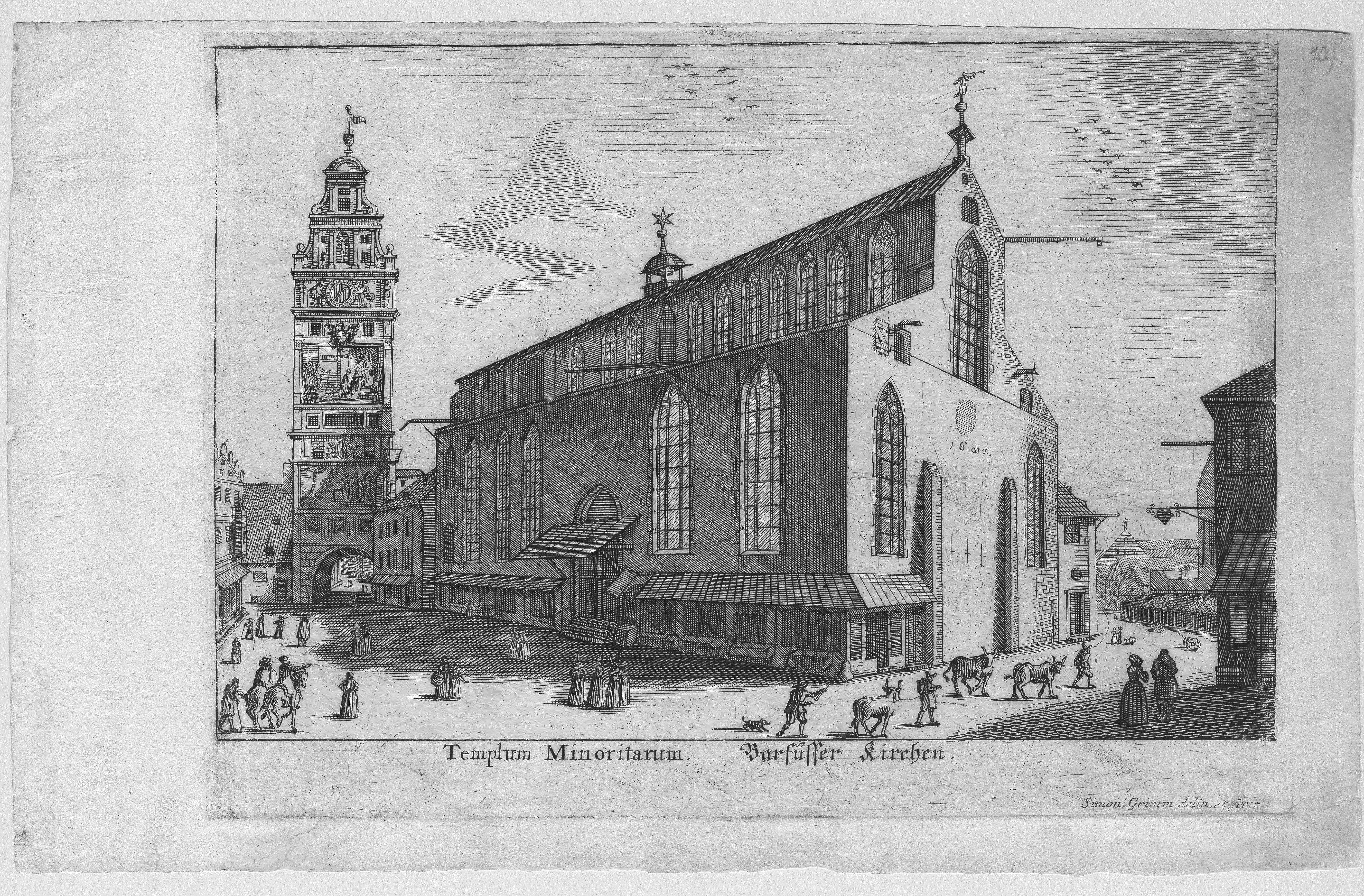
Das Barfüßertor mit der Barfüßerkirche

Das Barfüßertor (ursprünglich Stravanstor oder Steffingertor) war ein Stadttor der inneren Stadtumwallung im Osten der Augsburger Innenstadt. Es ist nicht mit dem Stephingertor zu verwechseln. Das Tor befand sich unmittelbar neben der heutigen Barfüßerkirche (erbaut von den barfüßigen Franziskanern) und diente als Stadtausgang in Richtung Jakobervorstadt. 
Der genaue Zeitpunkt der Erbauung ist unbekannt, wird jedoch auf das 11. Jahrhundert geschätzt. Damit zählt das Barfüßertor zu den ältesten Toranlagen Augsburgs. Im Jahre 1376 erfolgten ein Umbau und der Bau eines Vortores. Der Stadtbaumeister Elias Holl leitete 1611 einen erneuten Umbau und den Neubau einer Brücke. Seine Funktion hatte das Barfüßertor mittlerweile verloren, da es durch den Anschluss der Jakobervorstadt an die Stadtbefestigung kein Außentor mehr war. Aufgrund der stark beengten Durchfahrt wurde es 1825 abgebrochen.